# Cold Spring (Kentucky)
Cold Spring is een plaats (city) in de Amerikaanse staat Kentucky, en valt bestuurlijk gezien onder Campbell County.

## Demografie
Bij de volkstelling in 2000 werd het aantal inwoners vastgesteld op 3806.
In 2006 is het aantal inwoners door het United States Census Bureau geschat op 5480, een stijging van 1674 (44,0%).

## Geografie
Volgens het United States Census Bureau beslaat de plaats een oppervlakte van
12,3 km², geheel bestaande uit land.

## Plaatsen in de nabije omgeving
De onderstaande figuur toont nabijgelegen plaatsen in een straal van 8 km rond Cold Spring.